# Eruch Mistry
Eruch Mistry (1922 — data de morte desconhecido) foi um ciclista olímpico indiano. Mistry representou sua nação em dois eventos nos Jogos Olímpicos de Verão de 1948, em Londres.